# 3198 Wallonia
3198 Wallonia је Марсов тројански астероид са средњом удаљеношћу од Сунца која износи 2,181 астрономских јединица (АЈ).
Апсолутна магнитуда астероида је 12,3.